# Туэнно
Туэ́нно (итал. Tuenno) — упразднённая коммуна в Италии, расположена в провинции Тренто области Трентино-Альто-Адидже.
Население коммуны составляет 2215 человек, плотность населения составляет 32 чел./км². Занимает площадь 70 км². Почтовый индекс — 38019. Телефонный код — 0463.
Покровителем коммуны почитается святая Урсула. Праздник ежегодно празднуется 21 октября.